# Medeastatyn
Medeastatyn är en skulptur i Batumi, Georgien. Statyn är tillägnad Medea, en kolchisk prinsessa i den Grekiska mytologin.
Den invigdes av Georgiens president, Micheil Saakasjvili, den 6 juli 2007.